# Векторне поле

Векторне поле утворене векторами (−y, x).

Ве́кторне по́ле — векторнозначна функція, відображення, яке кожній точці даного простору ставить у відповідність вектор. У сучасній диференціальній геометрії розглядається також узагальнення на довільні многовиди (див. векторне розшарування). 
Коли початковий простір — евклідовий (скінченновимірний векторний простір зі скалярним добутком), поняття векторного поля стає наочним, і тоді векторне поле інтерпретується як спосіб завдання рухів деякої динамічної системи: вектор у даній точці описує напрям і швидкість руху точки по фазовій кривій.
Якщо вибрати декартову систему координат, то поле може бути подане як:
{\displaystyle \mathbf {F} (\mathbf {r} )=\{F_{x}(x,\ y,\ z),\ F_{y}(x,\ y,\ z),\ F_{z}(x,\ y,\ z)\}}
Математичні операції над векторними полями вивчають у векторному аналізі.
Серед характеристик векторного поля {\displaystyle \mathbf {F} } відрізняють диференційні, що стосуються поведінки поля в окремих точках (дивергенція {\displaystyle \operatorname {div} \mathbf {F} } і ротор {\displaystyle \operatorname {rot} \mathbf {F} }), та інтегральні, що описують поле вздовж контуру (циркуляція) або крізь певну поверхню (потік).
Диференційні й інтегральні характеристики векторного поля пов'язані між собою теоремами Гауса — Остроградського та Стокса.
Для поля механічного походження, дивергенція й потік характеризують наявність джерел і стоків у полі, а ротор і циркуляція — обертальну здатність поля.
Чимало фізичних явищ описують за допомогою векторних полів. Наведемо такі приклади:
- Електричне поле;
- Магнітне поле;
- Поле швидкостей потоку рідини чи газу в гідродинаміці.

У Matlab для моделювання векторних полів використовуються функції, такі як quiver, що дозволяє візуалізувати двовимірні векторні поля, та quiver3 для тривимірних полів. Функція streamline використовується для побудови ліній потоку, що показують траєкторію частинок у потоці. Наприклад, для аналізу векторного поля швидкості можна створити сітку координат, визначити компоненти векторів (швидкість у напрямках x і y) і побудувати графік, який показує напрямки потоків у пласті чи трубопроводі.